# George Chalhoub
George Jean Chalhoub (in arabo جورج جان شلهوب‎?; Alessandria d'Egitto, 28 agosto 1931 – Alessandria d'Egitto, 15 gennaio 2014) è stato un cestista egiziano.

## Carriera
Con l'Egitto ha disputato i Giochi olimpici di Helsinki 1952 e i Campionati mondiali del 1959.